# Nam tok

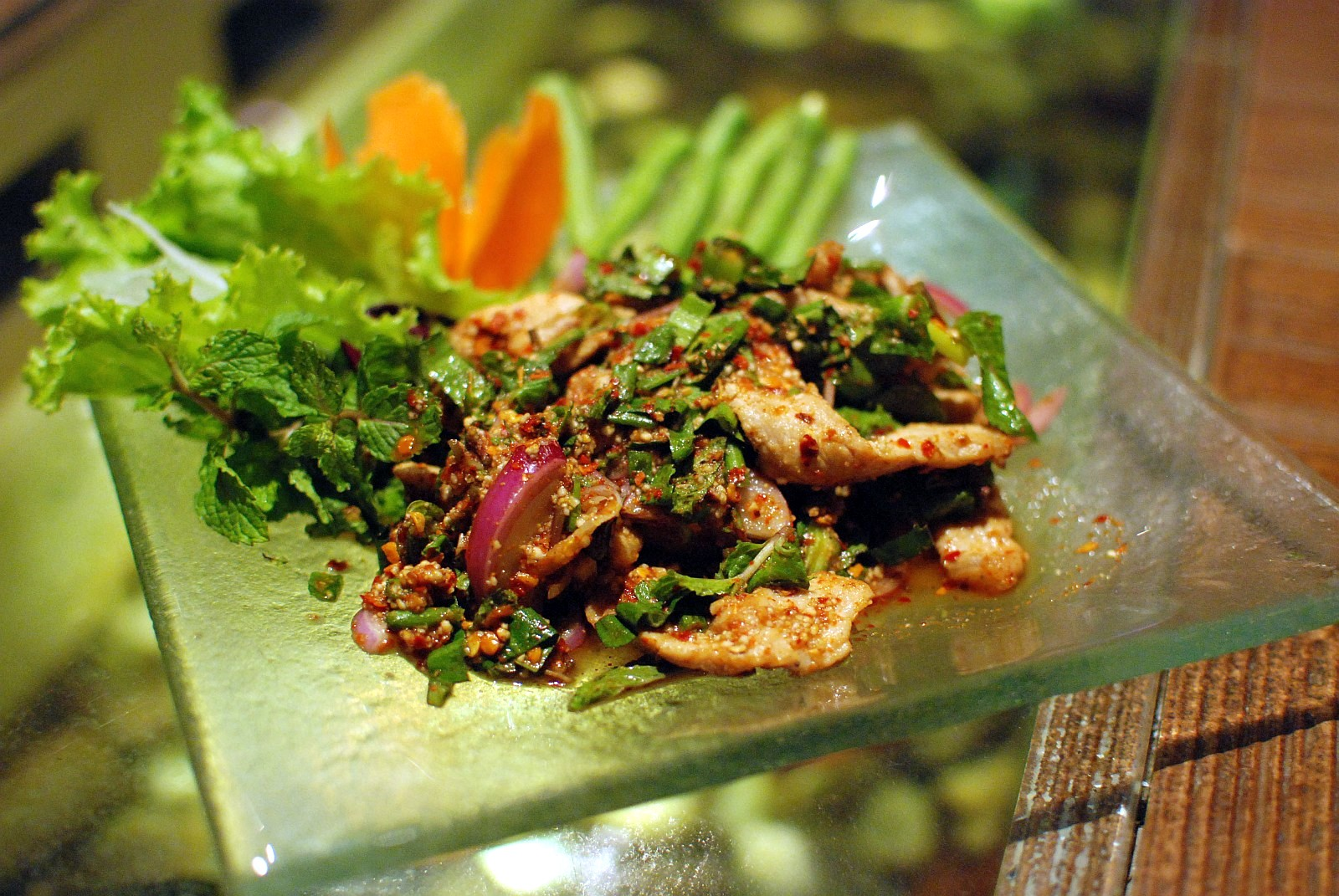
La versión rápida del mu nam tok en Chiang Mai (Tailandia).

El nam tok (laosiano: ນ້ຳຕົກ; tailandés: น้ำตก, ‘cascada’) es un plato de carne popular en Laos y Tailandia, conocido comúnmente como ping sin nam tok (Laos) o nuea yang nam tok (Tailandia). Este plato es parecido a la popular receta de carne picada llamada larb, aunque la carne a la parrilla del nam tok se corta en rodajas. También puede hacerse con cerdo y entonces se llama mu nam tok. En la versión rápida moderna de este plato la carne no se asa sino que se cuece o fríe durante muy poco tiempo.
En el centro de Tailandia Nam Tok hace referencia a un tipo de sopa enriquecida con sangre cruda de vaca o cerdo. La sangre es utilicada frecuentemente en platillos con fideos. Una de las variantes más populartes de la sopa es el kuai-tiao mu nam tok. El cual incluye sangre, caldo, fideos, brotes de soja, hígado, cerdo, empanadillas, vegetales verdes (como morning glory o albahaca tailandesa).